# Munronia pinnata
Munronia pinnata là một loài thực vật có hoa trong họ Meliaceae. Loài này được (Wall.) W. Theob. mô tả khoa học đầu tiên năm 1883.